# تکنیک پالس
تکنیک پالس، یا مدارهای پالس (به انگلیسی: Pulse Circuits) عنوان یکی از کتاب‌ها و واحدهای درسی در دورهٔ کارشناسی مهندسی برق گرایش الکترونیک در دانشگاه‌های ایران بود. علت نامیده شدن این عنوان درسی به تکنیک پالس، بررسی خروجی مدارات با دریافت سیگنال پالس است.
موج پالسی ایده‌آل، موجی است که تنها دو مقدار صفر و یک عدد مثبت را می‌پذیرد. در موج ایده‌آل تغییر از صفر به عدد مثبت و برعکس، به‌طور ناگهانی انجام می‌شود.
تحولات صنعت الکترونیک باعث شده تا امروزه مطالب درسی تکنیک پالس به دروس الکترونیک و دیجیتال انتقال یابد. در دانشگاه‌های ایران این عنوان درسی تا سال ۱۳۹۲ تدریس می‌شد و از دروس مهم الکترونیک به شمار می‌رفت.
سرفصل‌های اصلی این درس، مدارات دیودی، کلیدهای ترانزیستوری، آپ امپ و مدارات سوئیچینگ و مولتی ویبراتورها بود.
در چارت‌های درسی جدید دانشگاه‌های ایران درس تکنیک پالس حذف شده و بخش عمدهٔ آن که به مباحث دیجیتال می‌پرداخت تحت عنوان مدار پالس و دیجیتال در چارت درسی گنجانده شده‌است. کتاب طراحی و تحلیل مدارهای تکنیک پالس نوشتهٔ دیوید بل که اولین بار توسط انتشارات پرنتیس هال منتشر شد از مهم‌ترین منابع در این زمینه است. از دیگر منابع مهم می‌توان به کتاب مبانی تکنیک پالس، تألیف دکتر سید احمد معتمدی اشاره کرد.